# Halleluja mamma
Halleluja mamma är ett studioalbum av det svenska dansbandet Rolandz, släppt 2011.

## Låtlista
1. "Ett steg bak och två steg fram"
2. "Halleluja mamma"
3. "På lördag"
4. "Du är den"
5. "Josefin, Josefin"
6. "Dubbelfaktura"
7. "Maja Majonnäs"
8. "Kom ikväll"
9. "Vackra Susanne"
10. "Matilda"
11. "Ovan där"
12. "Om du kommer hem"
13. "Med dig istället" ("Rocking Belly")
14. "Vårt paradis"

## Listplaceringar
| Lista (2011) | Topplacering |
| ------------ | ------------ |
| Sverige      | 6            |

### Fotnoter
1. ↑  ”Ginza Musik”. Arkiverad från originalet den 24 juli 2011. https://web.archive.org/web/20110724062906/http://ginza.se/Product/Product.aspx?Identifier=113966. Läst 16 juli 2011.
2. ↑  ”Svensk mediedatabas”. https://smdb.kb.se/catalog/id/002740323. Läst 16 juli 2011.
3. ↑  ”Listplacering”. http://hitparad.se/showitem.asp?interpret=Rolandz&titel=Halleluja+Mamma&cat=a. Läst 22 juli 2011.